# Sinagoga di Bozzolo
La sinagoga di Bozzolo, oggi smantellata e riadattata a casa privata, sorgeva in via Bonoldi 10.

## La storia
Tracce dell'antica sinagoga sono ancora riconoscibili nella facciata dell'edificio di via Bonoldi, che ospitava la sinagoga della comunità ebraica di Bozzolo. Dopo la seconda guerra mondiale, l'edificio fu venduto e trasformato in abitazione privata. L'aron della sinagoga fu portato in Israele. Niente, neppure una lapide, rimane in loco a ricordare la presenza di quella che fu un tempo la sinagoga di una delle più importanti comunità ebraiche della Lombardia.